# Indonezja na Letnich Igrzyskach Olimpijskich 1972
Indonezję na Letnich Igrzyskach Olimpijskich 1972 reprezentowało 6 zawodników: 3 mężczyzn i 3 kobiety. Był to 5. start reprezentacji Indonezji na letnich igrzyskach olimpijskich.

## Skład kadry

### Boks
Mężczyźni
- Ferry Moniaga - waga kogucia - 5. miejsce
- Wiem Gommies - waga średnia - 17. miejsce

### Lekkoatletyka
Kobiety
- Carolina Rieuwpassa

100 metrów - odpadła w eliminacjach
200 metrów - odpadła w ćwierćfinałach

### Łucznictwo
Kobiety
- Tjoeij Lin Alienilin - indywidualnie - 37. miejsce

### Podnoszenie ciężarów
Mężczyźni
- Charles Depthios - waga musza - 9. miejsce

### Skoki do wody
Kobiety
- Mirnawati Hardjolukito - trampolina - 30. miejsce